# Otar Chrdileli
Otar Chrdileli (Samtredia, 27 settembre 1974) è un ingegnere, giornalista e politico georgiano.
Parlamentare di due legislature (2012, 2016).

## Biografia
Otar Chrdileli è nato a Samtredia il 27 settembre  del 1974. Dopo aver terminato gli studi presso la scuola superiore N24, ha continuato e concluso gli studi presso l’Università Statale Niko Muskhelishvili alla facoltà di tecnico e ingegnere chimico, a Kutaisi.
Negli anni 1997-2003 — ha lavorato come giornalista presso un giornale “Alia”. Negli anni 2004-2005 — è stato il corrispondente nella SSIP “ Televisione Georgiana e Radiodiffusione”. Negli anni 2007-2009 — è stato direttore del dipartimento governativo della Repubblica autonoma di Adjara - programmi di radiodiffusione televisiva e radiofonica.
Negli anni 2010-2011 — è stato un maggiore specialista del  “Progress Bank” della Georgia. Negli anni 2011-2012 è stato intensivamente coinvolto nel movimento pubblico “Georgian Dream” e nella coalizione politica del “Georgian Dream”.
Dal 2012 al 2016 è stato deputato del Parlamento della Georgia dell’ottava convocazione. È stato anche vicepresidente della commissione per le questioni procedurali e delle regole (2015-2016-2017).
Nel 2016 è stato eletto la seconda volta nel Parlamento della Georgia. Il 12 dicembre del 2019 Otar Chrdileli ha lasciato il suo mandato da deputato per contestare e protestare la nomina giudici a vita dei 14 candidati alla Corte Suprema della Georgia.
Il 19 marzo 2020, il Parlamento della Georgia ha approvato la relativa risoluzione, il progetto è stato sostenuto dall'autorità del deputato Otar Chrdileli e sospeso in base alla dichiarazione personale.